# パカンバ

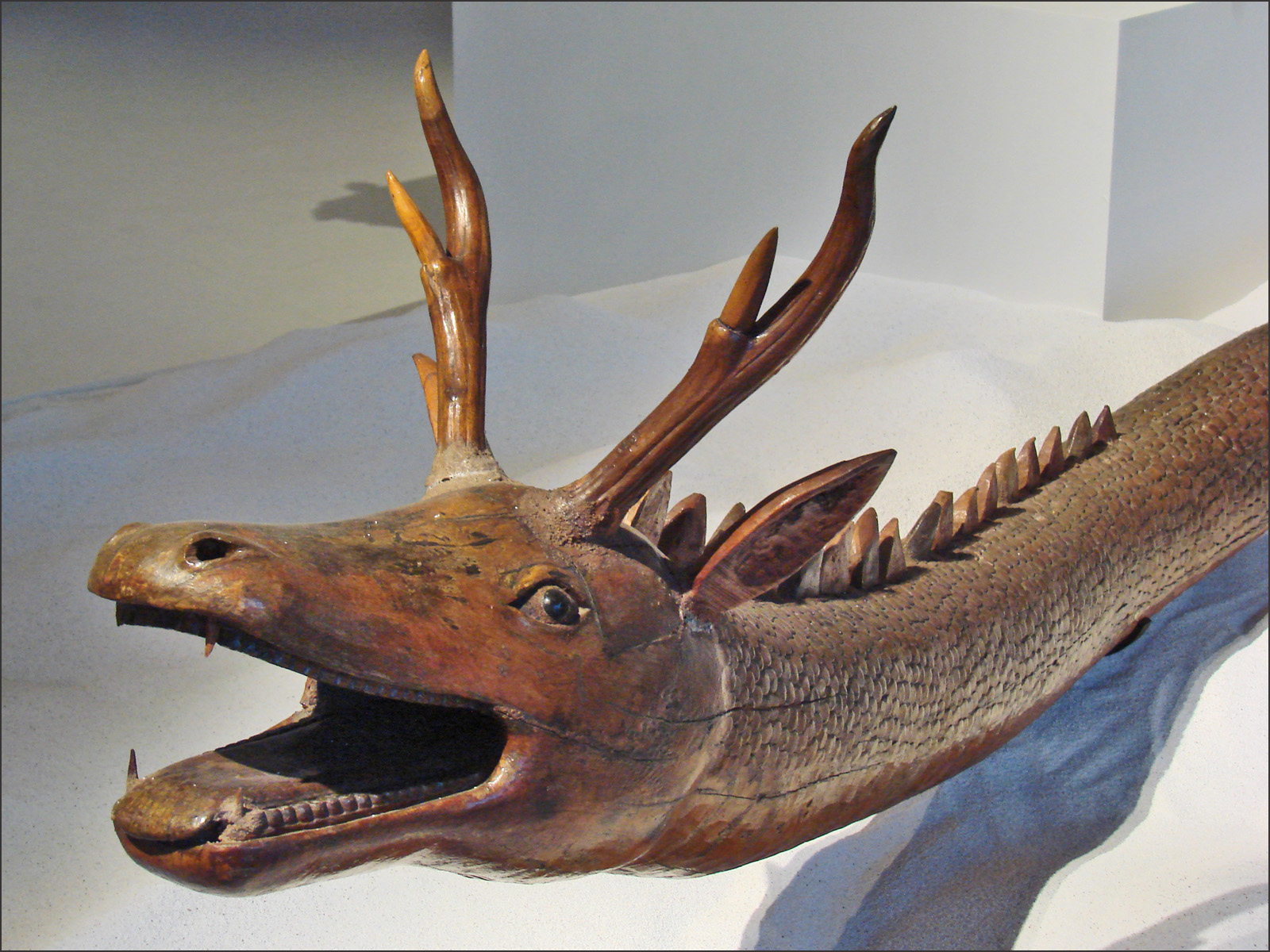
パカンバ

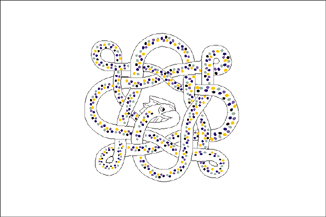
マニプール王国国旗（-1907）

パカンバ（Pakhangba）とはインドのナーガの事である。1907年まではマニプール王国の国旗にもなった。パカンバから来た語である「パファル」（蛇模様）とは守護神パカンバが身をくねらせて大地に描くパターンの事であり、武道家はその108の形を正確に使いこなしつつ攻防しなければならないという。またライ・ハローバ祭りで人々が楽しむヲロチ踊りはマイビを先頭に生命力を象徴する蛇の動きとなってパファルを完成させる踊りである。
タイにも伝わり、「パヤナーク」になった。